# Passagerskib
 Denne artikel omhandler overvejende eller alene danske forhold. Hjælp gerne med at gøre artiklen mere almen.
Et passagerskib er et skib, der primært er bygget til at transportere passagerer. Derudover kan det også være bygget til at transportere andet, f.eks. post eller andet gods.
Behovet for et passagerskib findes overalt hvor et farvand på fordelagtig måde kan indgå i en trafik af personer. Mange skibe færger passagerer over smalle stræder, fjorde og floder rundt omkring i verden. Færger møder konkurrence fra broer, der ofte er ret dyre at bygge, men som alligevel i det lange løb er billigere end færgerne, når trafikken er tilstrækkeligt tæt.
Skibet "Bergensfjord" fra 1913, som ses på billedet til højre, sejlede mellem Europa og Amerika under den store bølge af emigration på den tid. Den transatlantiske passagertrafik er senere udkonkurreret af trafik med fly.

## Luksusskibe
DFDS besejler ruten Oslo – København med en daglig afgang. Crown of Scandinavia blev indsat på ruten i 1994, og er et stort luksuriøst passagerskib med restauranter, kahytter, barer, diskotek, og konferencefaciliteter. Skibene på ruten medtager udover passagerer også gods, der er lastet på biler og lastbiler, der selv kører om bord på vogndækket.
Andre store luksuriøse passagerskibe sejler krydstogter i stedet for fast rute. På et krydstogtskib tilbydes passagererne et stort udvalg af behageligt tidsfordriv, wellness og socialt samværd med de øvrige passagerer.

## Færger
På den korte overfart mellem Hundested og Rørvig sejler færger, der medtager passagerer og biler, bl.a. færgen "Nakkehage". En passagerfærge er oftest mindre end en bilfærge og kan derfor kun udelukkende fragte mennesker og mindre gods

## Kystfart
Arctic Umiaq Line besejler vestgrønland med passagerskibet Sarfaq Ittuk, der er bygget i 1992. I mangel af jernbaner og landeveje benytter passagerer udelukkende skibe og fly til transport mellem byerne i Grønland. Bygdeskibet Johanna kristina medtager primært gods og selvom det derfor ikke kan betegnes som et passagerskib, medtager det dog op til 12 passagerer. 

## Postbåd
Postbåden Peter sejler en tur dagligt med passagerer og post fra Gudhjem til Christiansø ved Bornholm.

## Historiske passagerskibe
I tabellen er anført nogle data for nogle berømte passagerskibe.
| Skib            | Bygget år | Længde (m) | Passagerer | Fart (kn) |
| --------------- | --------- | ---------- | ---------- | --------- |
| Titanic         | 1911      | 269        | 2687       | 21        |
| Queen Elizabeth | 1940      | 314        | 2283       | 28        |
| Queen Mary      | 1934      | 311        | 2139       | 28        |
| Hjejlen         | 1861      | 26         | 165        | 8         |